# Kalevi Aho
Pour les articles homonymes, voir Aho.
Kalevi Ensio Aho né le 9 mars 1949 à Forssa (Finlande) est un compositeur finlandais.

## Biographie
Il a étudié la composition à l'Académie Sibelius avec Einojuhani Rautavaara. Il en sort diplômé en 1971. Par la suite, il continue ses études à Berlin avec Boris Blacher. Puis il enseigne la théorie musicale à l'université d'Helsinki de 1974 à 1988. Il est professeur de composition à l'Académie Sibelius de 1988 à 1993.
Depuis 1992, il est compositeur en résidence auprès de l'orchestre symphonique de Lahti L'année suivante, il obtient une bourse de quinze ans de son gouvernement qui lui permet de se consacrer pleinement à la composition.

## Œuvres

### Opéras
- Avain (la clé) (1978-79), monologue dramatique pour baryton et orchestre de chambre
- Hyönteiselämää (Vie d'insectes) (1985-87) d'après la pièce de Josef et Karel Tchapek
- Ennen kuin me kaikki olemme hukkuneet (Avant que nous soyons tous noyés) (1995/1999)
- Salaisuuksien kirja (Le livre des secrets) (1998)
- Frida y Diego (2012-13)

### Symphonies
- Symphonie nº 1 (1969)
- Symphonie nº 2 (1970/1995)
- Symphonie nº 3, pour violon et orchestre (1971-73)
- Symphonie nº 4 (1972-73)
- Symphonie nº 5 (1975-76)
- Symphonie nº 6 (1979-80)
- Symphonie nº 7 Insect Symphony (1988)
- Symphonie nº 8, pour orgue et orchestre (1993)
- Symphonie nº 9, pour trombone et orchestre (1993-94)
- Symphonie nº 10 (1996)
- Symphonie nº 11, pour 6 percussionnistes et orchestre (1997-98)
- Symphonie nº 12 Luosto pour 2 orchestres (2002-03)
- Symphonie nº 13 (2003)
- Symphonie nº 14 Rituals, pour darbouka, djembe, gongs et orchestre (2007)
- Symphonie nº 15 (2009-10)
- Symphonie nº 16 pour cordes et 4 percussionnistes (2013-14)
- Symphonie nº 17 (2017)
- Symphonie nº 18 (2022/2023)

### Œuvres pour orchestre
- Sinfonia da camera nº 1, pour cordes (1976)
- Sinfonia da camera nº 2, pour cordes (1991-92)
- Sinfonia da camera nº 3, pour saxophone alto et cordes (1995-96)
- Silence (1982)
- Pergame, pour quatre solistes, quatre groupes d'orchestre et l'orgue (1990)
- Paloheimo Fanfare (1989)
- The Rejoicing of the Deep Waters (1995)
- Louhi (2003)
- Minea (2008)
- Gejia (2012)
- Kirje tuolle puolen, pour cordes (2018)

### Concertos
- Concerto pour piano nº 1 (1988-89)
- Concerto pour piano nº 2 (2001-02)
- Concerto pour violon nº 1 (1981)
- Concerto pour violon nº 2 (2015)
- Concerto pour alto (2006)
- Concerto pour violoncelle nº 1 (1983-84)
- Concerto pour violoncelle nº 2 (2013)
- Concerto pour contrebasse (2005)
- Concerto pour flûte (2002)
- Concerto pour hautbois (2007)
- Concerto pour clarinette (2005)
- Concerto pour clarinette basse (2018)
- Concerto pour basson (2004)
- Concerto pour contrebasson (2004-05)
- Concerto pour saxophone soprano (2014-15)
- Concerto pour saxophone ténor (2015)
- Concerto pour cor (2011)
- Concerto pour trompette (2011)
- Concerto pour trombone (2010)
- Concerto pour tuba (2000-01)
- Concerto pour timbales (2015)
- Sieidi. Concerto pour percussions (2010)
- Mearra. Concerto de chambre pour harpe et cordes (2016)
- Concerto pour accordéon (2015-16)
- Concerto pour guitare (2018)
- Acht Jahreszeiten (Les Huit Saisons). Concerto pour thérémine (2011)
- Double Concerto pour 2 violoncelles (2003)
- Double Concerto pour 2 bassons (2016)
- Double Concerto pour cor anglais et harpe (2014)
- Triple Concerto pour piano, violon et violoncelle (2018)
- Kellot (Les Cloches). Concerto pour quatuor de saxophones (2008)

### Musique de chambre
- Trio pour clarinette, alto et piano
- Quatuor à cordes nº 1
- Quatuor à cordes nº 2
- Quatuor à cordes nº 3
- Quartet pour flûte, saxophone, guitare et percussion
- Quintette pour flûte
- Quintette pour hautbois
- Quintette pour clarinette (1998)
- Quintette pour basson
- Quintette pour flûte, hautbois et trio à cordes
- Quintette pour saxophone, basson, alto, violoncelle et contrebasse
- Quintette à vents nº 1
- Quintette à vents nº 2
- Hommage à Schubert. Quintette à cordes
- Solo I pour violon
- Solo II pour piano
- Solo III pour flûte
- Solo IV pour violoncelle
- Solo V pour basson
- Solo VI pour contrebasse
- Solo VII pour trompette
- Solo VIII pour euphonium
- Solo IX pour hautbois
- Solo X pour cor
- Solo XI pour guitare (Hommage à Munir Bashir)
- Solo XII pour alto (In memoriam EJR)
- Solo XIII pour trombone
- Solo XIV pour clarinette
- Solo XV pour marimba